# Addio, signor Haffmann
Addio, signor Haffmann (Adieu Monsieur Haffmann) è un film del 2021 diretto da Fred Cavayé. 
È un adattamento dell'omonima opera teatrale di Jean-Philippe Daguerre.

## Trama
Parigi, estate 1941. La persecuzione degli ebrei da parte del regime di Vichy si sta accelerando nella zona occupata. Joseph Haffmann, gioielliere ebreo, spinge la moglie e i tre figli a lasciare Parigi per la zona non occupata dopo aver notato che sul muro del suo negozio è stato affisso un manifesto, proveniente dalla Prefettura della Senna, che indica un censimento di tutti gli ebrei domiciliati nel Dipartimento della Senna prima del 20 agosto 1941.

## Produzione
Il lungometraggio è stato prevalentemente girato a Parigi.

## Distribuzione
Il film è stato distribuito in Francia nel gennaio del 2022. In Italia trasmesso in prima visione il 5 giugno 2025 sulla rete Rai Movie.

## Riconoscimenti
Al Festival del cinema di Sarlat 2021 ha vinto la Salamandra d'oro miglior film ed il premio alla migliore attrice per l'interpretazione di Sara Giraudeau.